# Кабанье (Калачинский район)
Каба́нье — село в Калачинском районе Омской области России. Административный центр Кабаньевского сельского поселения.

## История
Основано в 1758 году. В 1928 году село состояло из 290 хозяйств, основное население — русские. В административном отношении являлось центром Кабаньевского сельсовета Калачинского района Омского округа Сибирского края.

## Население
| 2002 | 2010 |
| ---- | ---- |
| 818  | ↘656 |

## Улицы
| - ул. Молодёжная, - ул. Новая, - ул. ОКДВА, - ул. Советская, | - ул. Союзная, - ул. Украинская, - ул. Учебная, - ул. Школьная. |